# Fórmula de d'Alembert
En física, en el estudio de las ondas y de su propagación, la ecuación o fómula de d'Alembert describe la variación en el tiempo y el espacio de una cantidad ondulada. Lleva el nombre de Jean le Rond d'Alembert, quien la enunció en 1747, como una solución al problema de la cuerda vibrante. Esta es históricamente la primera ecuación de onda.

## Enunciado
La fórmula de D'Alembert es la solución general de la ecuación de onda, una ecuación en derivadas parciales hiperbólica, en un espacio de una dimensión.

{\displaystyle u_{tt}-c^{2}u_{xx}=0,\,u(x,0)=g(x),\,u_{t}(x,0)=h(x),}

para {\displaystyle -\infty <x<\infty ,\,\,t>0}.
Las características de esta ecuación son {\displaystyle x\pm ct=\mathrm {const} \,}, por lo que  usamos el cambio de variables {\displaystyle \mu =x+ct,\eta =x-ct\,} para transformar la ecuación en {\displaystyle u_{\mu \eta }=0\,}. La solución general a esta última es {\displaystyle u(\mu ,\eta )=F(\mu )+G(\eta )\,} donde {\displaystyle F\,} y {\displaystyle G\,} son funciones {\displaystyle C^{1}\,}. En términos de las coordenadas {\displaystyle x,t\,} originales,

{\displaystyle u(x,t)=F(x+ct)+G(x-ct)\,}

donde {\displaystyle u\,} es {\displaystyle C^{2}\,} si {\displaystyle F\,} y {\displaystyle G\,} son {\displaystyle C^{2}\,}.
Esta solución {\displaystyle u\,} puede interpretarse como suma de dos ondas de velocidades {\displaystyle \pm c\,} que se desplazan en direcciones opuestas a lo largo del eje x.
Considérese ahora el problema con las condiciones iniciales de Cauchy {\displaystyle u(x,0)=g(x),u_{t}(x,0)=h(x)\,}.
Usando {\displaystyle u(x,0)=g(x)\,} se obtiene {\displaystyle F(x)+G(x)=g(x)\,}.
Usando {\displaystyle u_{t}(x,0)=h(x)\,} se obtiene {\displaystyle cF'(x)-cG'(x)=h(x)\,}.
Al integrar la última ecuación se obtiene:

{\displaystyle cF(x)-cG(x)=\int _{-\infty }^{x}h(\xi )d\xi +c_{1}\,}

Las soluciones del sistema de ecuaciones formado por las ecuaciones última y antepenúltima son

{\displaystyle F(x)={\frac {-1}{2c}}\left(-cg(x)-\left(\int _{-\infty }^{x}h(\xi )d\xi +c_{1}\right)\right)\,}

{\displaystyle G(x)={\frac {-1}{2c}}\left(-cg(x)+\left(\int _{-\infty }^{x}h(\xi )d\xi +c_{1}\right)\right)\,}

Ahora, usando

{\displaystyle u(x,t)=F(x+ct)+G(x-ct)\,}

se obtiene la fórmula de d'Alembert:

{\displaystyle u(x,t)={\frac {1}{2}}\left[g(x-ct)+g(x+ct)\right]+{\frac {1}{2c}}\int _{x-ct}^{x+ct}h(\xi )d\xi }